# كورا بلاغ (شوط)
كورا بلاغ هي قرية في مقاطعة شوط‌، إيران. يقدر عدد سكانها بـ 208 نسمة بحسب إحصاء 2016.